# Tipula (Microtipula) penana
Tipula (Microtipula) penana is een tweevleugelige uit de familie langpootmuggen (Tipulidae). De soort komt voor in het Neotropisch gebied.